# Isolotti dei Gabbiani
Gli isolotti o scogli dei Gabbiani (in croato Galebovi otoci) sono due isolotti disabitati della Croazia, che fanno parte dell'arcipelago delle isole Quarnerine e sono situati a sud dell'isola Calva e a ovest della costa dalmata.
Amministrativamente appartengono al comune di Loparo, nella regione litoraneo-montana.

## Geografia
Nel punto più ravvicinato, gli scogli dei Gabbiani distano poco più di 4,2 km dalla terraferma, dalle parti dell'insediamento di Clada nel comune di Segna. Situati tra il canale di Arbe e il canale della Morlacca, distano appena 4 m dall'isola Calva.
Gli scogli dei Gabbiani sono una propaggine del promontorio all'estremità meridionale dell'isola Calva. A sud degli scogli dei Gabbiani si trova lo scoglio Nudo Piccolo (hrid Mali Goli).
L'isolotto meridionale, il maggiore, ha una forma allungata ed è orientato in direzione nord-sud. Misura 175 m di lunghezza e 70 m di larghezza massima; possiede una superficie di 0,0077 km². Nella parte settentrionale, raggiunge la sua elevazione massima di 9 m s.l.m. (44°49′32″N 14°49′34″E)
L'isolotto settentrionale ha invece una forma pentagonale, con la punta rivolta a sud e con due brevi promontori alle estremità della base. Misura 105 m di lunghezza e 60 m di larghezza massima; possiede una superficie di 0,004 km². (44°49′36″N 14°49′32″E)